# オサ・ドス・リオス

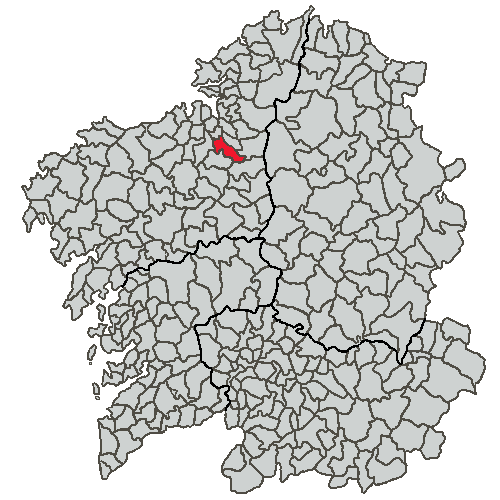

オサ・ドス・リオス（Oza dos Ríos）はスペイン、ガリシア州、ア・コルーニャ県の自治体、コマルカ・デ・ベタンソスに属する。ガリシア統計局によると、2011年の人口は3,229人（2010年：3,198人、2009年：3,202人、2006年：3,184人、2005年：3,163人、2004年：3,154人、2003年：3,125人）。カスティーリャ語表記はOza de los Ríos（オサ・デ・ロス・リオス）。 
ガリシア語話者の自治体人口に占める割合は97.48％（2001年時点）。

## 地理
オサ・ドス・リオスはア・コルーニャ県の東部に位置し、コマルカ・デ・ベタンソスに属する。北はベタンソスとコイロスと、東はアランガと、南はクルティスとセスーラスと、西はアベゴンドの各自治体と隣接。自治体中心地区はオサ教区のオサ地区。
オサ・ドス・リオスはベタンソス司法管轄区に属す。

### 人口
| オサ・ドス・リオスの人口推移 1900－2010                 |
|                                                         |
| 出典:INE（スペイン国立統計局）1900年 - 1991年、1996年 - |

## 政治
自治体首長はガリシア国民党（PPdeG）のホセ・パブロ・ゴンサーレス・カチェイロ（José Pablo González Cacheiro）、自治体評議員はガリシア国民党：8、ガリシア社会党（PSdeG-PSOE）：2、ガリシア民族主義ブロック（BNG）：1となっている（2011年5月22日の自治体選挙結果、得票順）。
| 1999年6月13日自治体選挙 |        |        |          |
| 政党                    | 得票数 | 得票率 | 獲得議席 |
| PPdeG                   | 1,413  | 67.00% | 8        |
| PSdeG-PSOE              | 524    | 24.85% | 3        |
| BNG                     | 151    | 7.16%  | 0        |

| 2003年5月25日自治体選挙 |        |        |          |
| 政党                    | 得票数 | 得票率 | 獲得議席 |
| PPdeG                   | 1,378  | 61.93% | 7        |
| PSdeG-PSOE              | 629    | 28.27% | 3        |
| BNG                     | 192    | 8.63%  | 1        |

| 2007年5月27日自治体選挙 |        |        |          |
| 政党                    | 得票数 | 得票率 | 獲得議席 |
| PPdeG                   | 1,271  | 56.02% | 7        |
| PSdeG-PSOE              | 687    | 30.28% | 3        |
| BNG                     | 187    | 8.24%  | 1        |
| AEOR                    | 96     | 4.23%  | 0        |

| 2011年5月22日自治体選挙 |        |        |          |
| 政党                    | 得票数 | 得票率 | 獲得議席 |
| PPdeG                   | 1,422  | 67.14% | 8        |
| PSdeG-PSOE              | 474    | 22.38% | 2        |
| BNG                     | 185    | 8.73%  | 1        |

## 教区
オサ・ドス・リオスは12の教区に分けられる。太字は自治体中心地区のある教区。
- バンドーシャ（サン・マルティーニョ）
- シス（サン・ニコラーオ）
- クイーニャ（サンタ・マリーア）
- モンドイ（サンタ・クルス）
- オサ（サン・ペドロ）
- パラーダ（サント・エステーボ）
- ポルソミージョス（サン・ペドロ）
- レボレード（サンティアーゴ）
- ア・レゲイラ（サンタ・マリーア）
- ロデイロ（サンタ・マリーア）
- サルト（サン・トメ）
- ビベンテ（サント・エステーボ）